# Hans Ole Brasen
Hans Ole Brasen (n. 16 ianuarie 1849, Hillerød, Regiunea Hovedstaden, Danemarca – d. 24 februarie 1930, Copenhaga, Danemarca) a fost un pictor danez. A câștigat medalia Eckersberg în 1894.

## Biografie
Brasen s-a născut în Hillerød dintr-un tată negustor. În tinerețe, mama sa pictase câteva tablouri cu flori care l-au inspirat să se apuce de pictură. În 1863, a devenit ucenica maestrului pictor Ernst Schmiegelow, care i-a susținut talentul artistic și l-a ajutat să intre la Academia de Artă.
Brasen și-a expus lucrările pentru prima dată în 1871 și a început să primească instrucțiuni de la Eiler Rasmussen Eilersen cu care a călătorit în Italia în 1876. În 1879, a expus un tablou mare, Husarii de gardă care își adapă caii, care i-a câștigat bursa de călătorie din partea Academiei. A pornit apoi spre nordul Italiei, oprindu-se mai întâi în Tirol, apoi petrecând iarna la Paris, unde a studiat cu Léon Bonnat⁠(d). S-a întors apoi în Tirol, unde a pictat unele dintre cele mai reușite lucrări ale sale. În 1885, cu sprijinul Det Ancherske Legat, Brasen a plecat într-o a treia călătorie în Italia.
În 1886 a expus un portret. Mai târziu a petrecut câteva veri în Sørup, pe malul de sud-est al lacului Esrom, unde a pictat spălătoresele.
A fost membru al Akademirådet în perioada 1896–1914 și al Comitetului de expoziție din Charlottenborg între 1908–11 și din nou între 1914–23. Brasen a primit medalia Eckersberg în 1894.

## Galerie

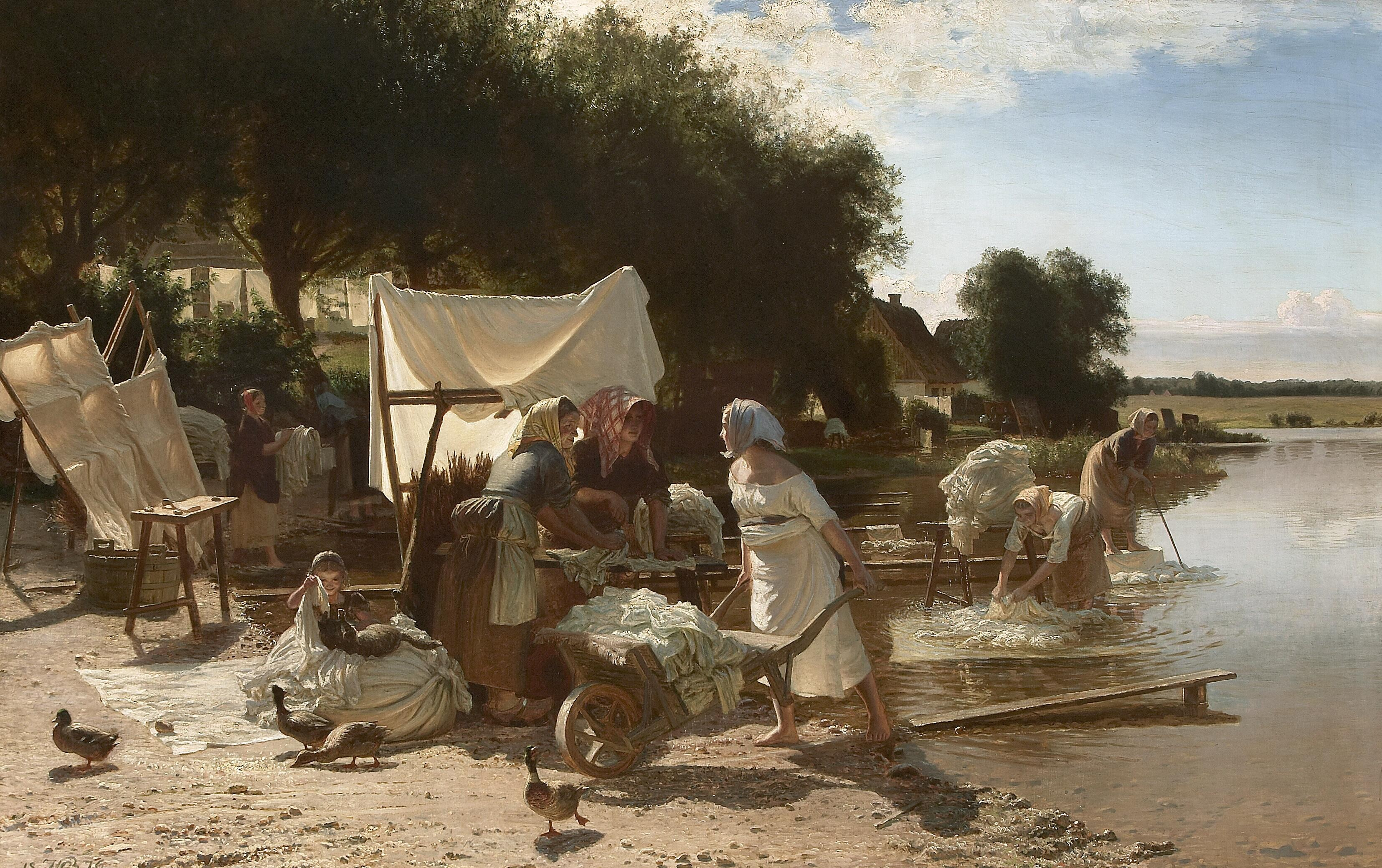
Sørup (1876)
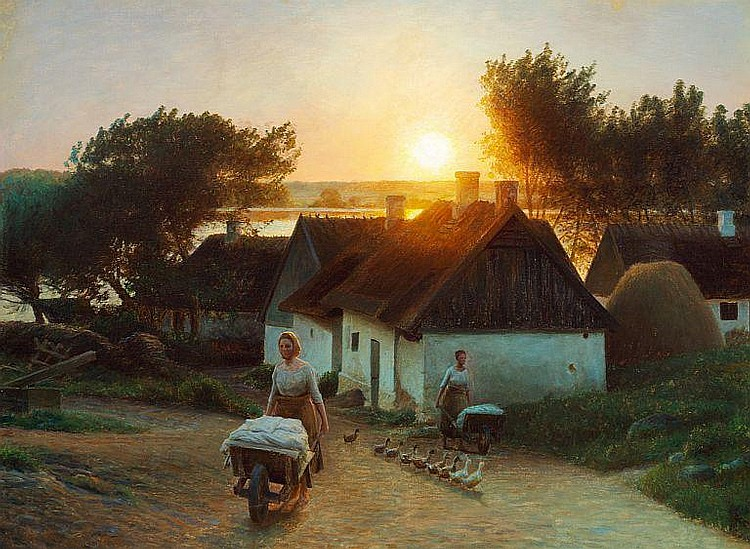
Sørup. Seară de vară
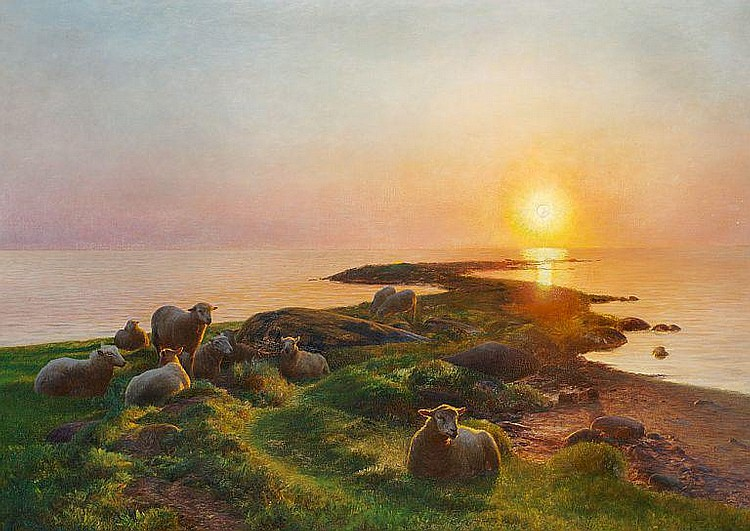
Seară de vară
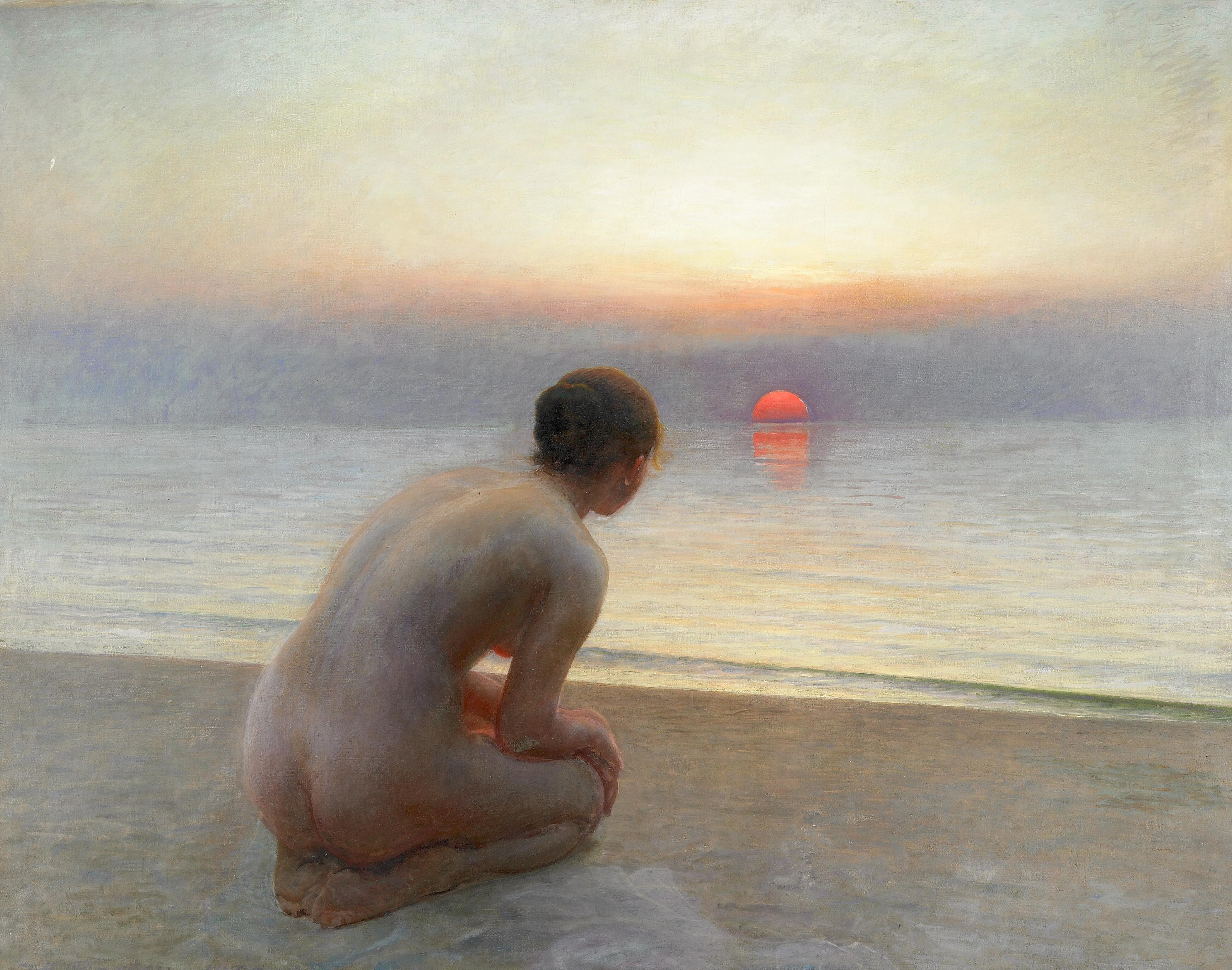
Salutări de dimineață
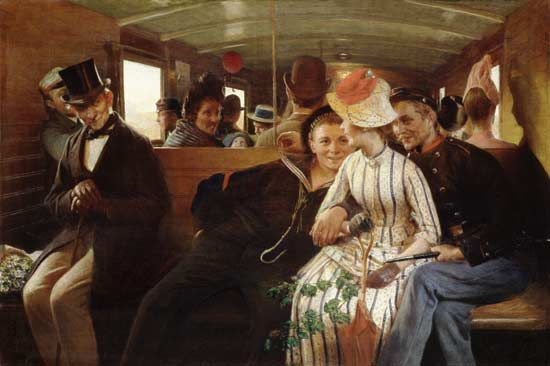
Compartimentul clasei a II-a
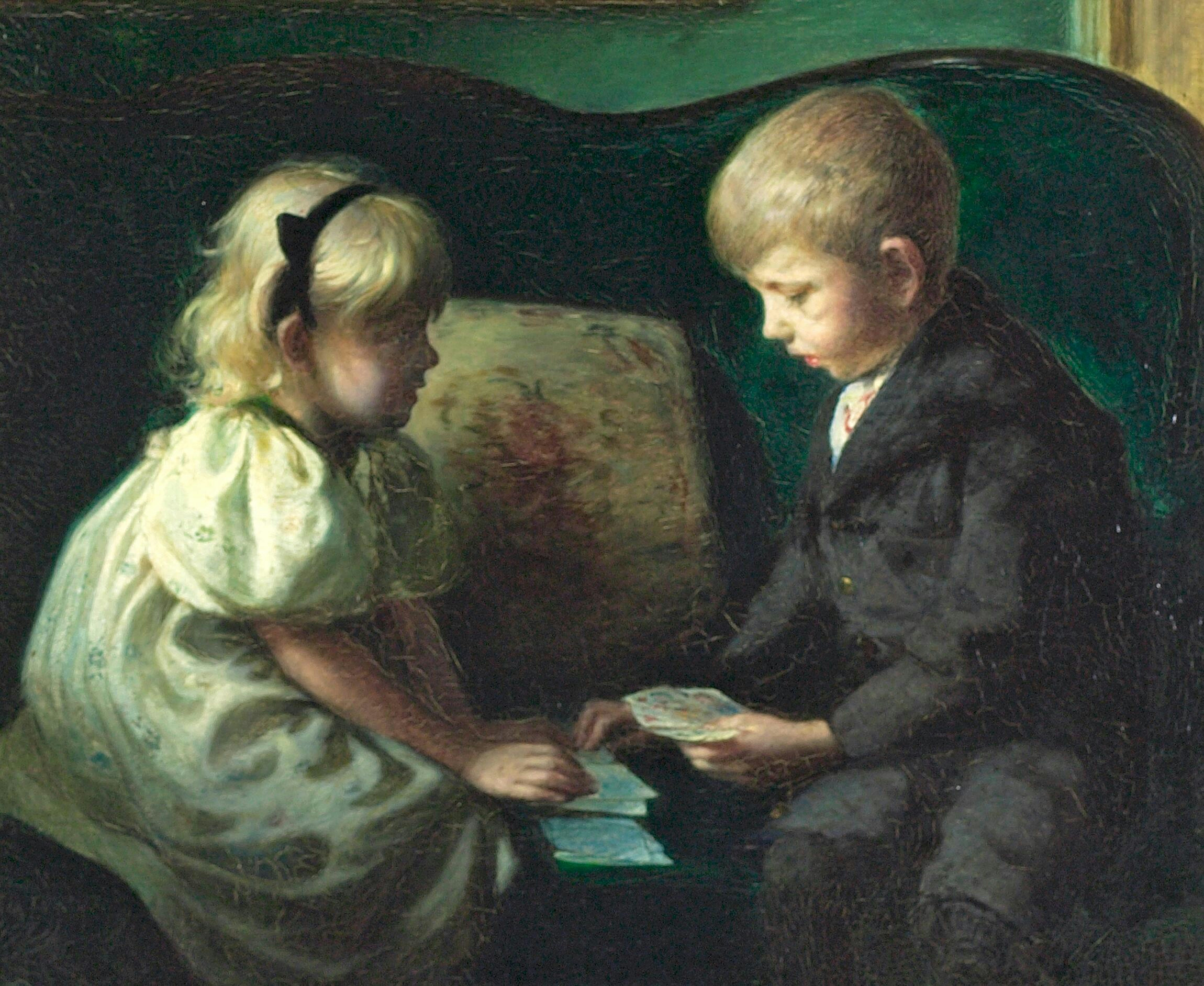
Argintarul și designerul de jucării Kay Bojesen în copilărie jucând cărți cu sora sa Thyra